# Rundfunkjahr 1982

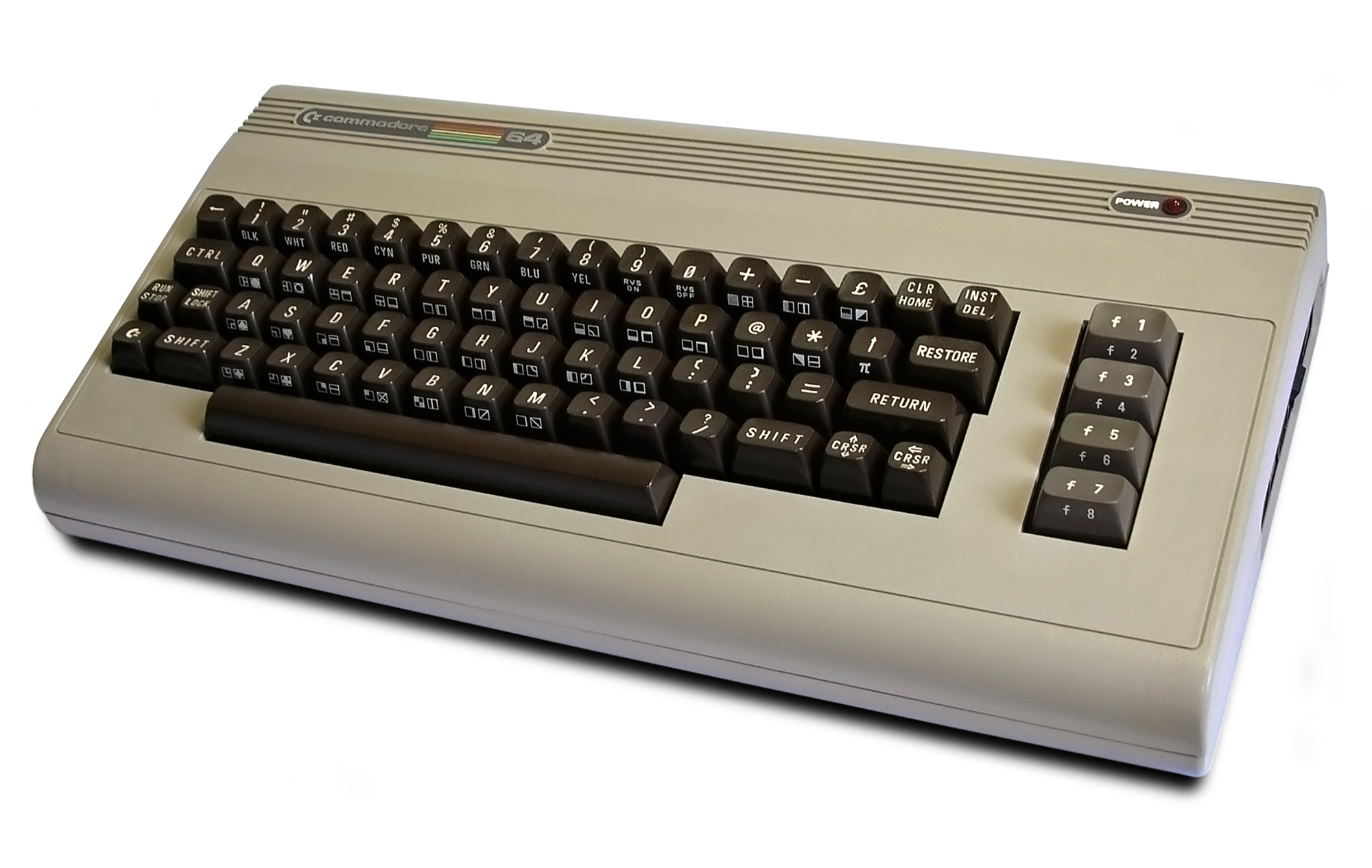
1982: Der C64 im „Brotkasten“-Gehäuse kommt in den Handel

Liste der Rundfunkjahre

◄◄ | ◄ | 1978 | 1979 | 1980 | 1981 | Rundfunkjahr 1982 | 1983 | 1984 | 1985 | 1986 | ► | ►►

Weitere Ereignisse

## Allgemein
- Die ersten CD-Spieler kommen in den Handel. Die weltweit erste industriell gepresste CD-Veröffentlichung ist das letzte Studioalbum von ABBA (The Visitors). Einer der ersten in Westeuropa erhältlichen CD-Spieler ist der Sony CDP-101, der für rund 2.300 DM verkauft wird.[1]
- Sony stellt das professionelle Betacam-System vor, das mit Kassetten arbeitet, die über die gleichen Abmessungen wie das für den Heimvideomarkt entwickelte Betamax verfügen, jedoch mit diesem nicht kompatibel sind, weil sie auf einem abweichenden Aufzeichnungssystem basieren. Betacam und seine Nachfolger, die unter dem Begriff Sony Halbzoll zusammengefasst werden, beherrschen bis heute den größten Teil des professionellen MAZ-Marktes.
- Eutelsat wird als übernationale Organisation für die Verbreitung von Satellitenfernsehen ins Leben gerufen. Noch im gleichen Jahr wird der Testsatellit OTS (Orbital Test Satellit) ins Weltall geschossen.
- Januar – Der amerikanische Computerhersteller Commodore International stellt auf der Consumer Electronics Show in Las Vegas den Commodore 64 (C64) vor. Es handelt sich dabei um den ersten leistungsstarken und für ein breites Publikum erschwinglichen Heimcomputer.
- 1. April – Von deutschen Zeitungsverlegern wird die Erste Private Fernsehgesellschaft (EPF) gegründet.
- 1. Juni – Im ZDF werden fortan alle Sendungen mit dem ZDF-Logo gekennzeichnet.
- 2. November – In Großbritannien geht Channel 4 nach den beiden Kanälen der BBC und des Privatsenders ITV als vierte, landesweit empfangbare Sendekette in Betrieb.

## Hörfunk
- 6. Mai – In Belgien werden privatfinanzierte Hörfunksender zugelassen.
- 5. Juni – In Eisenstadt wird das ORF-Landesstudio Burgenland eröffnet.
- 16. bis 17. Juni – Anlässlich des Bloomsday sendet der WDR zusammen mit RTÉ Dublin eine insgesamt 30 Stunden dauernde irisch-deutsche Hörfunkadaption des Romans Ulysses von James Joyce.
- 30. Juni – Die ARD eröffnet für die Auslandsberichterstattung ein Studio in Ankara.

## Fernsehen

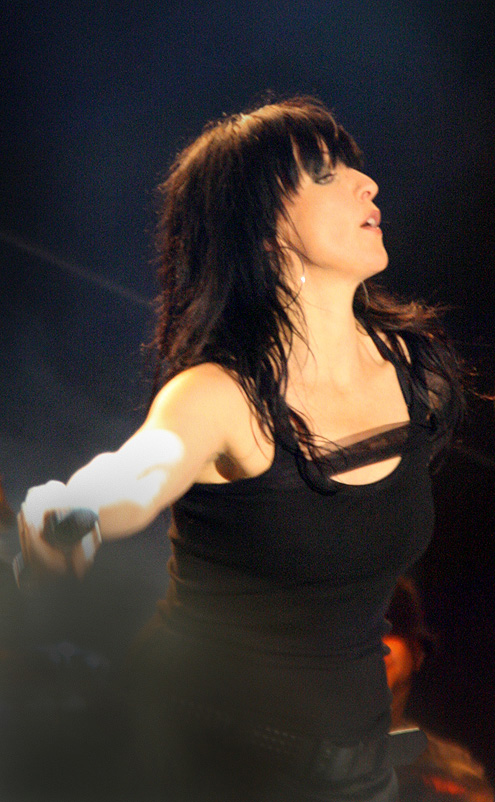
Durch einen Auftritt in der ARD-Sendung Musikladen gelingt Nena der Durchbruch

- Start von Farbfernsehen nach der PAL-Technik in Kamerun.
- 30. Januar – Bei der Vergabe der 39. Golden Globes in Los Angeles werden die Fernsehserien Polizeirevier Hill Street und MASH ausgezeichnet.
- 24. März – Die Magazinsendung Globus hat Premiere im Deutschen Fernsehen.
- 1. April – Im ZDF startet tele-illustrierte als Nachfolgemagazin von Die Drehscheibe.
- Mai – Im Kabelnetz der Stadt Zürich wird der Fernsehsender Teleclub verbreitet, einer der frühesten privatfinanzierten Bezahlsender Europas.
- 20. Mai – Start der zeitgeschichtlichen Dokumentarserie Österreich II von Hugo Portisch und Sepp Riff.
- 21. Mai – Die Nachrichten und Informationssendung für Kinder und Jugendliche Pinnwand wird zum ersten Mal im ZDF ausgestrahlt.
- 17. August – Durch einen Auftritt in der ARD-Sendung Musikladen erlangt die Sängerin Nena und ihre Band erstmals bundesweit Beachtung.
- 4. September – ORF-Premiere der Kultursendung 1000 Meisterwerke.
- 1. Oktober – Alle Sendungen des Gemeinschaftsprogrammes der ARD (Deutsches Fernsehen) werden fortan mit ARD-Logo gekennzeichnet.
- 1. Oktober – Auf allen Kanälen der ARD und des ZDF werden zweimal für jeweils eine Viertelstunde Videotext für alle ausgestrahlt.
- 1. November – Der erste eigenständige grönländische Fernsehsender KNR nimmt in Nuuk seinen Betrieb auf. Bis zu diesem Zeitpunkt wird die Bevölkerung Grönlands mit dänischen Fernsehprogrammen versorgt.
- 2. November – Der zweite Privatsender Großbritanniens, Channel 4, nimmt seinen Betrieb auf.
- 22. November – Das ZDF strahlt die letzte von Ilja Richter moderierte disco aus.
- 13. Dezember – Bei der Strukturänderung in den beiden Fernsehprogrammen der DDR wird der Anteil an Unterhaltung und Spielfilmen drastisch erhöht.[2]

### Serienstarts im deutschen Fernsehen
- 1. Januar – Im Schatten der Eule (ARD)
- 2. Januar – Der lange Treck (ZDF)
- 13. Januar – Scherlock Schmidt & Co (ARD)
- 20. Januar – Die vom Club (ARD)
- 21. Januar – Beim Bund (UDF)
- 10. Februar – Das kann ja heiter werden (UDF)
- 22. Februar – Kreisbrandmeister Felix Martin (ZDF)
- 26. Februar – Die Fischer von Moorhövd (ARD)
- 28. Februar – Zeit genug (ARD)
- 1. März – Steckbriefe (ARD)
- 25. März – Billy (ZDF)
- 1. April – Die Minikins (ZDF)
- 1. April – Ach du lieber Vater (ZDF)
- 5. April – Unheimliche Geschichten (ARD)
- 7. April – Schmuggler (ZDF)
- 17. April – Nero Wolfe (ZDF)
- 28. April – Tandarra (ARD)
- 12. Mai – Schwarz-Rot-Gold (ARD)
- 9. Juni – Zwei alte Hasen entdecken Neues (ARD)
- 9. August – Der Androjäger (ARD)
- 24. September – Meister Eder und sein Pumuckl (BR)
- 1. Oktober – Gastspieldirektion Gold (NDR-Regionalfenster der ARD)
- 2. Oktober – Shogun (ZDF)
- 28. Oktober – Sherlock Holmes und Dr. Watson (ZDF)
- 8. November – Büro, Büro (ARD)
- 30. Dezember – Jakob und Adele (ZDF)

## Geboren
- 9. Juni – Christina Stürmer, österreichische Sängerin, wird in Altenberg bei Linz geboren. Stürmers Karriere begann 2002/2003 mit der ersten Staffel der Castingshow Starmania, bei der sie den zweiten Platz erringen konnte.
- 21. Juli – Katrin Bauerfeind, deutsche Internet- und Fernsehmoderatorin wird in Aalen, Baden-Württemberg geboren.
- 5. August – Tobias Regner, Sieger der dritten Staffel von Deutschland sucht den Superstar wird in Teisendorf, Oberbayern geboren.
- 20. September – Gülcan Kamps, deutsche Fernsehmoderatorin wird in Lübeck geboren.

## Gestorben
- 7. April – Manfred Schott, deutscher Synchronsprecher, stirbt 46-jährig in München. Schott war die Standardstimme von Jack Nicholson, Michael Caine, Burt Reynolds und Adriano Celentano.
- 10. Juni – Rainer Werner Fassbinder, deutscher Filmregisseur (Berlin Alexanderplatz, 1980) stirbt 37-jährig in München.
- 18. Juni – Curd Jürgens, deutscher Schauspieler, stirbt 66-jährig in Wien.
- 4. Juli – Hans Hömberg, deutscher Schriftsteller, Kritiker und Hörfunkautor (Hömbergs Kaleidophon) stirbt 78-jährig in Kufstein.
- 4. Oktober – Criswell, US-amerikanischer Unterhaltungskünstler, stirbt 75-jährig. Criswell trat als Hellseher im Fernsehen auf und ist in dieser Rolle in der Eröffnungsszene des Kultfilms Plan 9 aus dem Weltall zu sehen.
- 26. Dezember – Maxi Böhm, österreichischer Kabarettist und Schauspieler stirbt 66-jährig in Wien. Böhm moderierte die ersten Quizsendungen in der österreichischen Hörfunkgeschichte und wurde in den 1960er und frühen 1970er Jahren einem breiten Publikum als Mitglied des Simpl-Ensembles in den vom ORF ausgestrahlten Simplrevuen bekannt.